# Дитрих III фон Лимбург-Щирум
Дитрих III фон Лимбург-Щирум (на немски: Dietrich III von Limburg-Styrum; * ок. 1347; † 2 май 1398) е граф на Лимбург и чрез наследство господар на Щирум (1364 – 1398).

## Произход
Той е големият син на граф Йохан фон Лимбург-Щирум († 1364) и втората му съпруга Маргарета фон Ахауз († сл. 1333). Брат е на Йохан, каноник в Мюлхайм ан дер Рур, и на Херман († сл. 1385).

## Фамилия
Дитрих III се жени ок. 1353 г. за Йохана фон Райфершайд (* пр. 1336; † сл. 1387), дъщеря на Хайнрих фон Райфершайд-Бедбург († 1341) и Йохана фон Кесених († 1361). Те имат осем деца:
- Фридрих († сл. 1397)
- Йохан († сл. 1396)
- Еберхард († ок. 1424), граф на лимбург, господар на Щирум, женен 1418 г. за Понцета фон Нойенар-Дик, вдовица фон Зафенберг († сл. 1450)
- Дитрих († сл. 1387)
- Годерт († сл. 1432), каноник в Кьолн (1432)
- Герхард († сл. 1429)
- Ирмисвинд († 1429), монахиня в Торн
- Маргарета († сл. 1436), омъжена пр. 3 февруари 1400 г. за Борхард Щецке ван ден Мюленбройк († 1419)